# Saint-Philbert-du-Pont-Charrault
Pour les articles homonymes, voir Saint-Philbert.
Saint-Philbert-du-Pont-Charrault est une ancienne commune française située dans le département de la Vendée et la région Pays de la Loire. Elle est associée à la commune de Chantonnay depuis 1972.

## Géographie
Le village est traversé par la route D31 et la route D106, ce sont des routes départementales.
Il se trouve dans le bocage vendéen, plus précisément dans le Bas Bocage Vendeen.
Le grand Lay travers la commune en dessous.

## Toponymie
L'étymologie, du nom vient du Saint Philibert de Jumièges appelé aussi Philbert, un moine et abbé franc du VIIe siècle, d'autres villages portent son nom, car des moines bénédictins serait arrivée en remontant le lay en l'an 602 environs.
La suite du nom vient du Pont-Charrault qui relit la ville de Chantonnay à Saint-Philbert. Avant que le pont soit construit, le village se nommait tous simplement Saint-Philbert.
Au cours de la Révolution française, cette commune porte le nom de La Résolue, à la suite de la guerre de Vendée.

## Histoire

### Préhistoire
Des Hommes préhistoriques ont laissé des traces de leur passage dans des grottes. L'une d'entre elles, la plus connue s'appelle la grotte des Farfadets, dans l'ancien village de Vildé qui se trouve près d'un sentier, appelé le sentier des Farfadets, en référence à des légendes folkloriques, sur des lieux présents dans le coin.
Il y avait aussi des sites mégalithiques, aujourd'hui détruits, la Garne de la Rairie, les pierres-folles, la pierre-Aubert et la Garne du bourg.
Durant le néolithique, les premiers villages en bois sont construits de cette période, des haches de pierre sont par exemple trouvées lors de fouilles archéologiques. notamment au lieu-dit de la Roussière et de Poiserit.

### Antiquité
Des fouilles archéologiques de plusieurs puits montrent que le village était déjà présent à l'époque gallo-romaine.
Ce sont les Pictons qui étaient présents en Vendée, tous comme dans les départements voisins des deux-Sèvres, de la Vienne, et de la loire-Atlantique et du Maine-et-Loire.
Mais c'est surtout le vestige de d'une villa Gallo-romaine qui affirme la présence de la romanisation, au lieu-dit de la ville et de Javarsay d'ailleurs dans une grande partie de Chantonnay des vestiges de plusieurs Villas furent découverts.

### Moyen Âge
L'église fut fortifiée et munie de meurtrières pendant la guerre de cent-Ans. Puis il y avait eu une commanderie chevaleresque dans le lieu-dit de la Châtaignerais-aux-Côteaux de l'ordre de Malte.

### Révolution
Pendant la première guerre de Vendée, la commune sera prise à la suite de la première Bataille de Chantonnay (17 mars 1793) (ou Première Bataille de Chantonnay), et se nommera la "Résolue" tandis que Saint-Mars-des-Prés, un village voisin se nommera  « La Prairiale ».
Après la victoire des royalistes contre le général Marcé pendant la bataille de Gravereau, un pont qui se trouve non loin de Saint-Philbert-du-Pont-Charrault.
Des soldats républicains envoyés par le général Augustin Tuncqs attaqueront de nuit le village. Alerté, le général vendéen Sapinaud de la Verrie se précipite sur le pont-Charault pour secourir les habitants. Mais il sera abattu à la suite d'une embuscade des républicains.
Un succès pour les Républicains qui remporteront de nouveau la victoire à la suite de la deuxième bataille de Luçon, Saint-Philbert-du-Pont-Charrault sera libéré et retrouvera son nom d'origine seulement à partir de la seconde bataille de Chantonnay (Bataille de Chantonnay  septembre 1793) une victoire royaliste.

### XIXesiècle
Une concession minière de houille est accordée en 1875, dans le bassin houiller de Vendée qui n'a connu que quelques travaux de recherche, la couche de charbon mesurant 60 cm.

### XXesiècle
Le 1er juillet 1972, la commune de Saint-Philbert-du-Pont-Charrault est rattachée à celle de Chantonnay sous le régime de la fusion-association.

## Événements
- En 2011, le vignoble, de 30 hectares présent dans Chantonnay et Saint-Philbert-du-Pont-Charrault, est devenu le 5e fief vendéen avec l’appellation d'origine contrôlée "fiefs vendéens chantonnay".

## Politique et administration

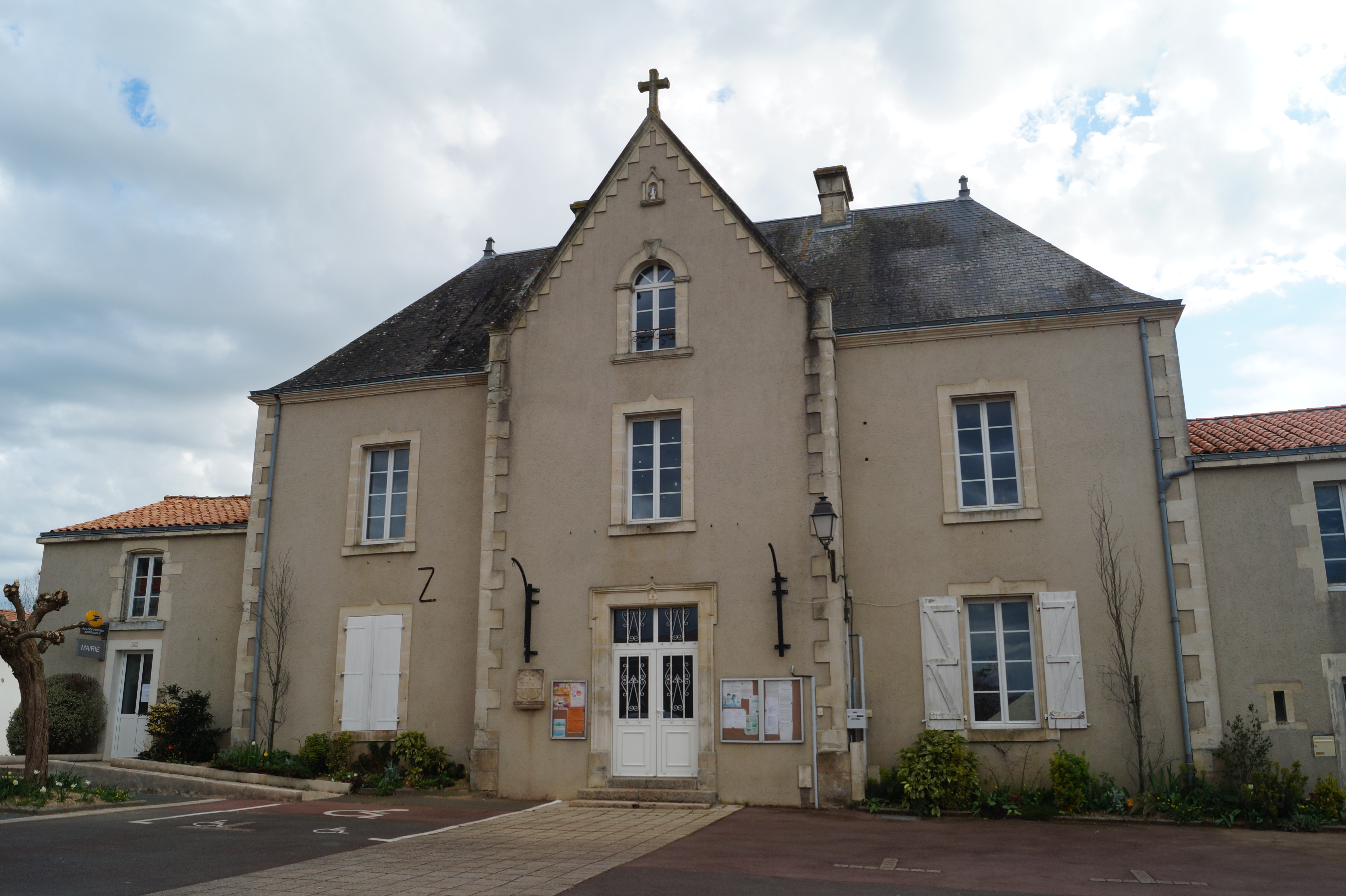
La mairie-annexe.

| Période                                  | Période  | Identité      | Étiquette | Qualité |
| ---------------------------------------- | -------- | ------------- | --------- | ------- |
| 2008                                     | En cours | Viviane Chenu | DVD       |         |
| Les données manquantes sont à compléter. |          |               |           |         |

## Population

### Démographie
| 1793  | 1800  | 1806  | 1821  | 1831  | 1836  | 1841  | 1846  | 1851  |
| ----- | ----- | ----- | ----- | ----- | ----- | ----- | ----- | ----- |
| 1 100 | 1 694 | 1 228 | 1 438 | 1 484 | 1 537 | 1 570 | 1 708 | 1 661 |

| 1911  | 1921  | 1926  | 1931  | 1936  | 1946  | 1954  | 1962  | 1968  |
| ----- | ----- | ----- | ----- | ----- | ----- | ----- | ----- | ----- |
| 1 379 | 1 241 | 1 215 | 1 182 | 1 166 | 1 169 | 1 164 | 1 132 | 1 037 |

### Éducation
La commune associée comprend deux écoles, l'école publique de Saint-Philbert-du-Pont-Charrault, et l'école privée du Sacré-Cœur.
Une ancienne école se trouve à côté de l'église. Elle deviendra la bibliothèque de la commune.

### Association et Organisation
Il y a plusieurs associations, pour des loisirs ou des fêtes et d'autres activités.

### Héraldique
Blasonnement : Rouge, avec le Pont-Charrault et c'est cinq arches et une croix en or sur le côté représentant la famille de la Musanchère. 

## Lieux et monuments
- Église Saint-Philbert de Saint-Philbert-du-Pont-Charrault, église chrétienne d'architecture romane.
- Mairie de Saint-Philbert-du-Pont-Charrault devenue la Mairie-annexe en 1972, il s'agit de l'ancien presbytère du village.
- Au lieu-dit à la Châtaigneraie aux Côteaux, il y a un circuit de course automobile.
- Le château de Piorin était la propriété de la maison de la noblesse des Louvart.
- plusieurs lavoirs et puits et des moulins à eau abandonnés.
- le pont Charron et le pont Charrault et d'autre ponts emblématiques de la région.
- Carrière de Pont Charron.
- Plusieurs chemins de randonnée.
- Le château d'eau de la Châtaignerais aux Coteaux qui alimente le village et ses alentours depuis 1973
- Ancien site mégalithique aujourd’hui détruit
- Grotte des farfadets

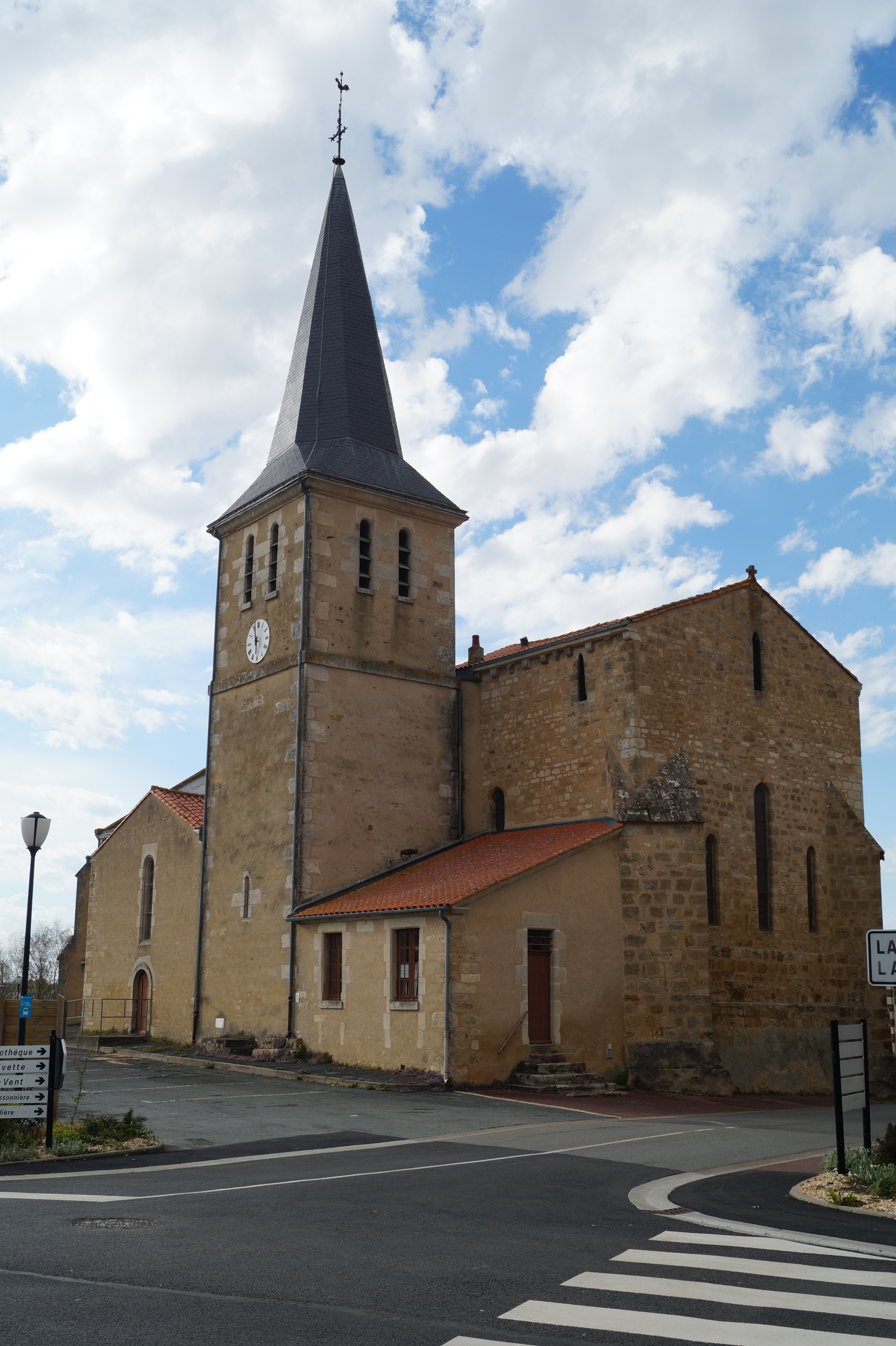
Église Saint-Philbert de Saint-Philbert-du-Pont-Charrault.

## Personnalité liées à la commune
- Pierre Mauclerc de La Musanchère (?-1775), prélat, il est né dans cette commune, une des rues du village porte son nom, appelée rue Mauclerc.
- André Tiraqueau (1488-23/12/1558), jurisconsulte auprès du roi, lieutenant-général du sénéchal du Poitou. A résidé à La Barbinière, une des rues porte son nom qui s’appelle rue Tiraqueau.
- Louis Henri François de Marcé (1731-1794), général de division lors de la première guerre de Vendée, aux côtés des révolutionnaires de l’armée de l'Ouest, ayant participé à la bataille de Pont-Charrault, une rue du village porte son nom, la rue du Général-Marcé.
- Louis Sapinaud de La Verrie (1738-1793), général de l'armée catholique et royale du Centre, lors de la guerre de Vendée ayant participé à la bataille de Pont-Charrault, une rue du village porte également son nom, la Rue Générale-Sapinaud-de-la-Verrie.
- Philibert de Jumièges, moine et abbé franc du VIIe siècle appelé aussi Philbert, qui deviendra un saint, dont le village portera son prénom, comme tant d'autres.
- Ferdinand Baudry (1816-1880), né à Saint-Philbert-du-Pont-Charrault, un archéologue, historien et abbé qui a effectué plusieurs travaux sur les vestiges gallo-romains de la Vendée.